# Almanacco fiumano
Almanacco Fiumano prvi je riječki godišnjak. Tiskanje započinje u Veneciji 1855. godine u tiskari Sebastiana Tondellija Tipografia di Sebastiano Tondelli.   
Donosio je kalendare, shematizme i tekstove s povijesnom tematikom (npr. tekst o iskrcavanju engleske flote u Rijeci 1813. godine i legendarno "juditijansko pregalaštvo" Karoline Belinićeve, nazvane Karolina Riječka).  

## Povijest izdavanja
Prvi broj godišnjaka bio je posvećen Bartolu Zmajiću, tadašnjem vladinom nadzorniku središnje riječke pomorske oblasti. Glavni urednikom i piscem većine priloga bio je Giuseppe Politei.  
U tiskari Austrijskoga Lloyda – Tipografia del Lloyd Austriaco, u Trstu, 1856., tiska se idući broj godišnjaka (per anno bisestile) također pod uredništvom Giuseppea Politeia.
Treći broj godišnjaka tiska u Rijeci 1857. tiskara Ercolea Rezze – Tipografia Rezza, koji mu je bio i urednik. Ercole Rezza, uz Giuseppea Politeia koji i dalje piše priloge iz riječke prošlosti, okuplja veći broj suradnika, uglavnom pripadnika onovremene riječke inteligencije (Giovanni Kobler, Ivan Kukuljević, Carlo de Franceschi i dr.).
Almanacco Fiumano za godinu 1858. te dvogodište 1859./1860., ponovno je tiskan u tiskari Ercolea Rezze. U njima se nalaze i prilozi znamenitoga tršćanskoga povjesničara dr. Pietra Kandlera.

## Dostupnost
U Povijesnoj zbirci Sveučilišne knjižnice u Rijeci čuvaju se brojevi toga časopisa, dostupni u digitalnom obliku.

## Vanjske poveznice
- Digitalizirani Almanacco Fiumano u Povijesnoj zbirci Sveučilišne knjižnice Rijeka